# Montebenichi
Montebenichi ist ein Ortsteil (Fraktion, italienisch frazione) der italienischen Gemeinde Bucine in der Provinz Arezzo in der Toskana.

## Geografie
Der Ort liegt etwa zehn Kilometer südwestlich des Hauptortes Bucine, etwa 28 km südwestlich der Provinzhauptstadt Arezzo und etwa 50 km südöstlich der Regionalhauptstadt Florenz im Ambratal (Val d’Ambra) am Übergang des Gebietes des Chianti zum Arnotal an einem Ausläufer des Monte Luco (834 m s.l.m.) und des Monte Fenali. Der Ort liegt auf 508 m s.l.m. und hatte 2001 43 Einwohner. 2011 waren es 28 Einwohner. Der Fluss Ambra entspringt etwa 5 km nordwestlich und fließt etwa 1 km westlich des Ortes nach Süden.

## Geschichte
Der Ort entstand aus einer Siedlung der Langobarden. Bis 1385 gehörte der Ort zu der ghibellinischen Familie der Ubertini aus Arezzo, dann unterstellten die Ubertini den Ort in den Machtbereich von Florenz. 1478 wurde der Ort von Giovanni della Rovere belagert, erobert und in Brand gesteckt. Der Wiederaufbau des Ortes fand erst ab dem frühen 16. Jahrhundert statt. 1527 diente die Burg als Zufluchtsort für politische Gegner der Regierung aus Siena.

## Sehenswürdigkeiten

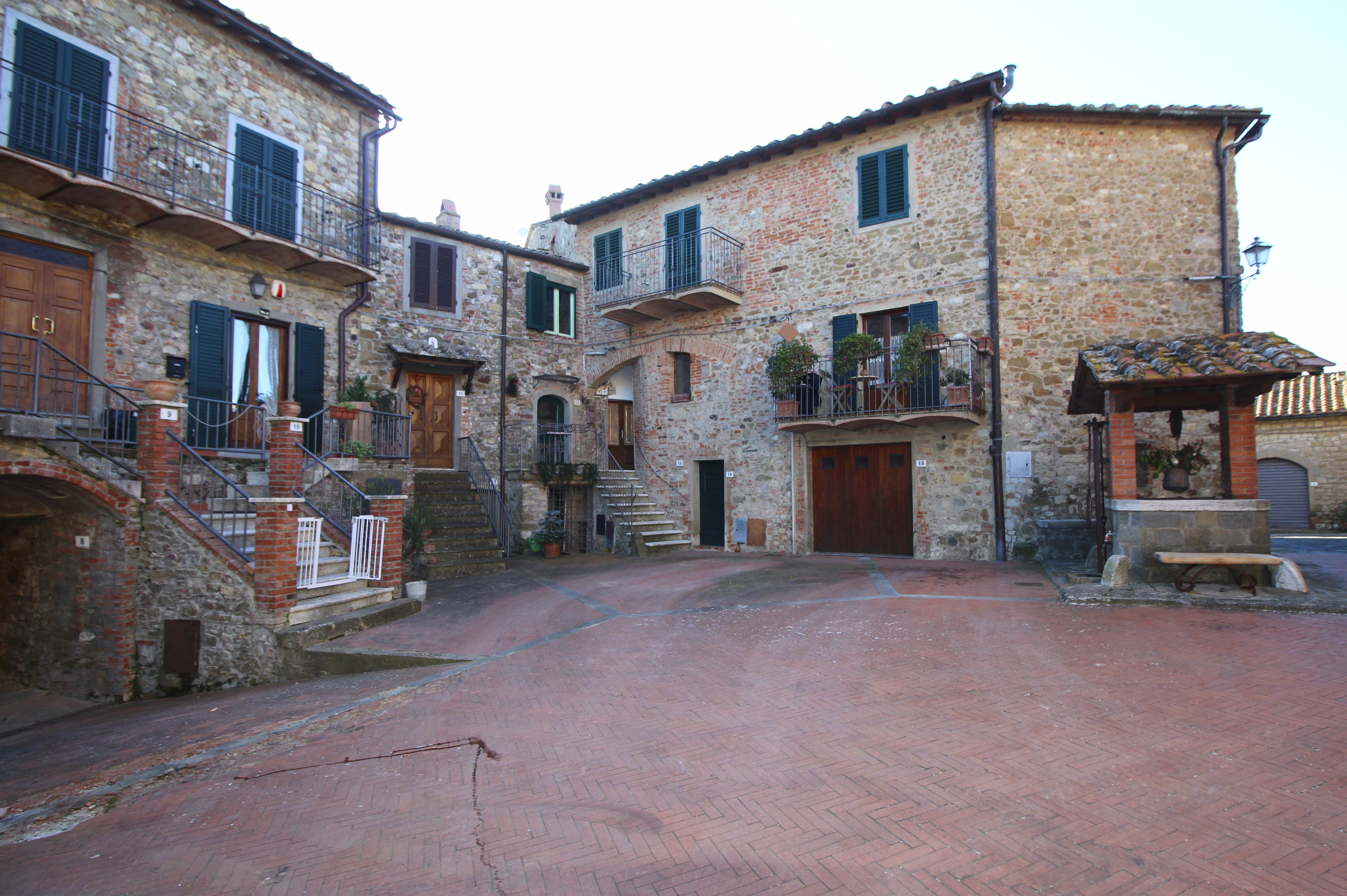
Piazza Gorizia am Castelletto

- Santa Brigida (auch Santa Maria e Santa Brigida oder Madonna del Conforto[2][5]), Kirche der Burg, die zum Bistum Arezzo-Cortona-Sansepolcro gehört und der Pieve von Altaserra in Monte Benichi unterstand.[7]
- Castelletto di Montebenichi, enthält Teile des originalen Befestigungssystems. Wurde von 1901 bis 1907 restauriert.[5]
- Palazzo Stendardi (auch Castello di Capitan Goro), Palast des Condottiere Gregorio Stendardi (auch Goro da Montebenichi, 16. Jahrhundert), der im Dienste von Giovanni dalle Bande Nere, Francesco Ferrucci und den Medici stand.[2]
- Cippo ai Caduti di Montebenichi, Denkmal im Ortskern für die Gefallenen der beiden Weltkriege, 1978 errichtet.[8]
- Santa Maria Assunta in Altaserra, Kirche und Pieve etwa 650 m südlich von Montebenichi. Wurde im 8. Jahrhundert dokumentiert und im 12. Jahrhundert neu errichtet. Das Weihwasserbecken entstand 1574, das Taufbecken stammt aus dem Jahr 1596. Im 19. Jahrhundert wurde die Fassade erneuert.[9]
- San Francesco, Kapelle kurz nördlich von Montebenichi, 1605 entstanden.

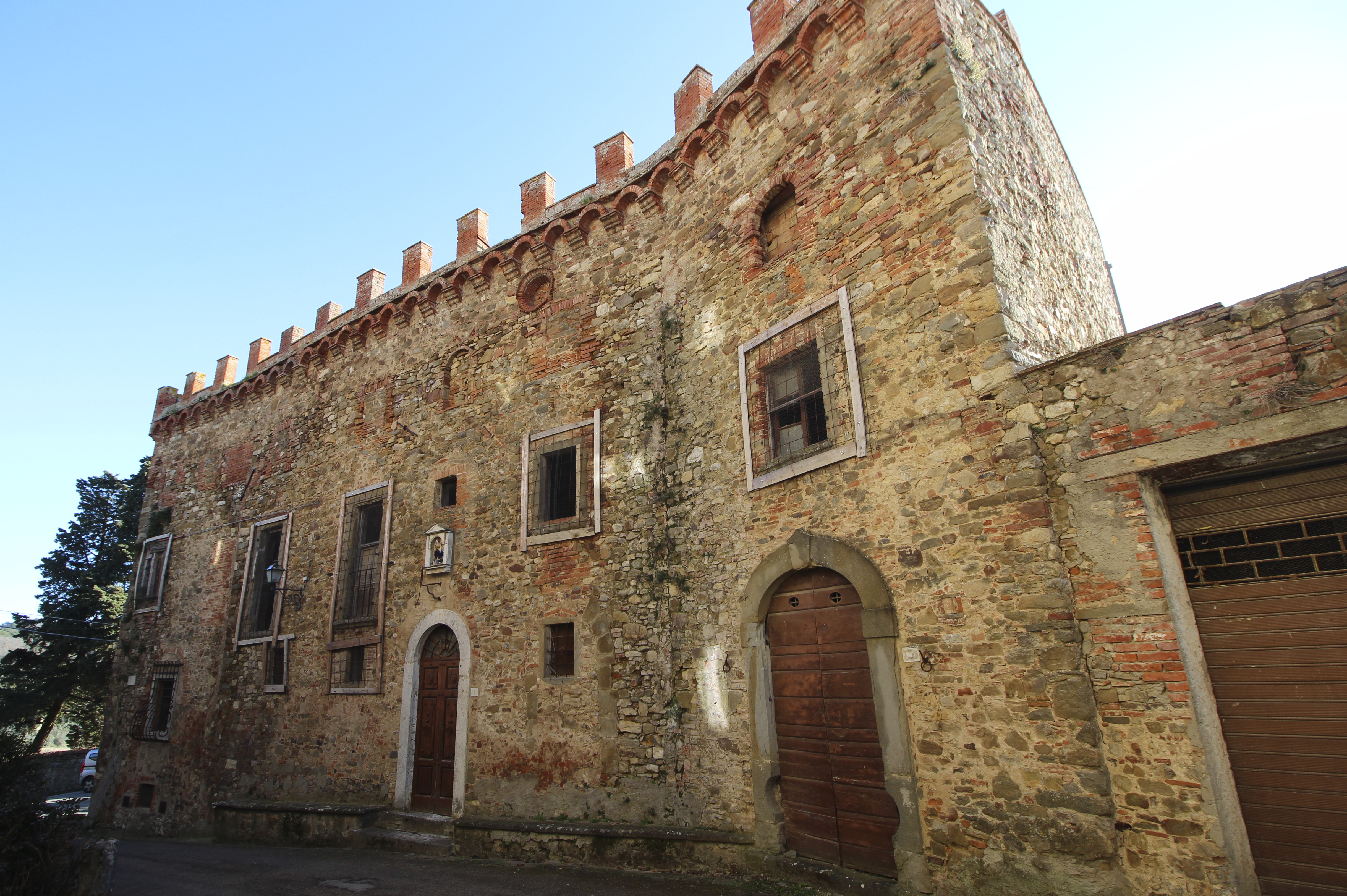
Der Palazzo Stendardi
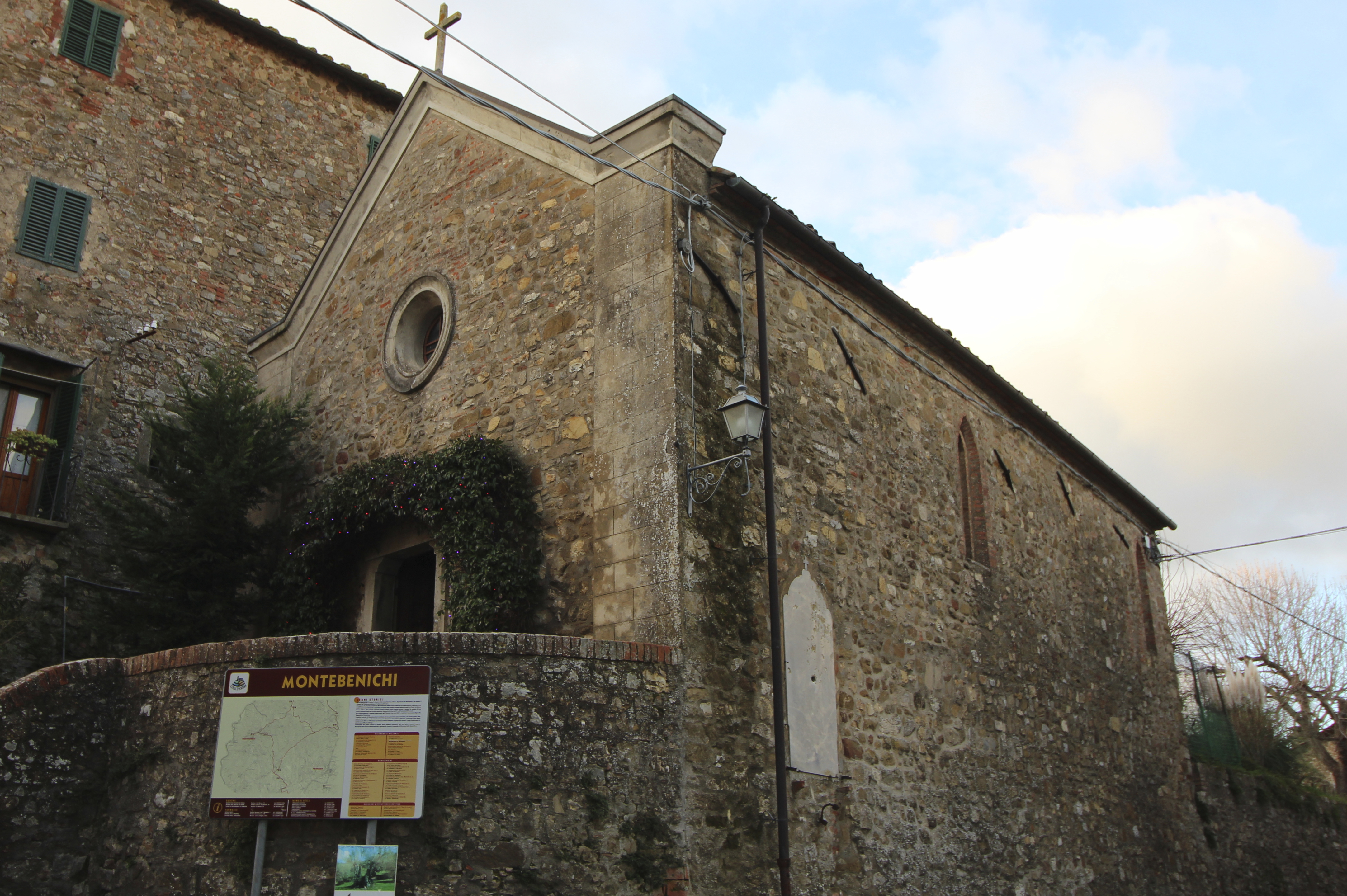
Die Kirche Santa Brigida
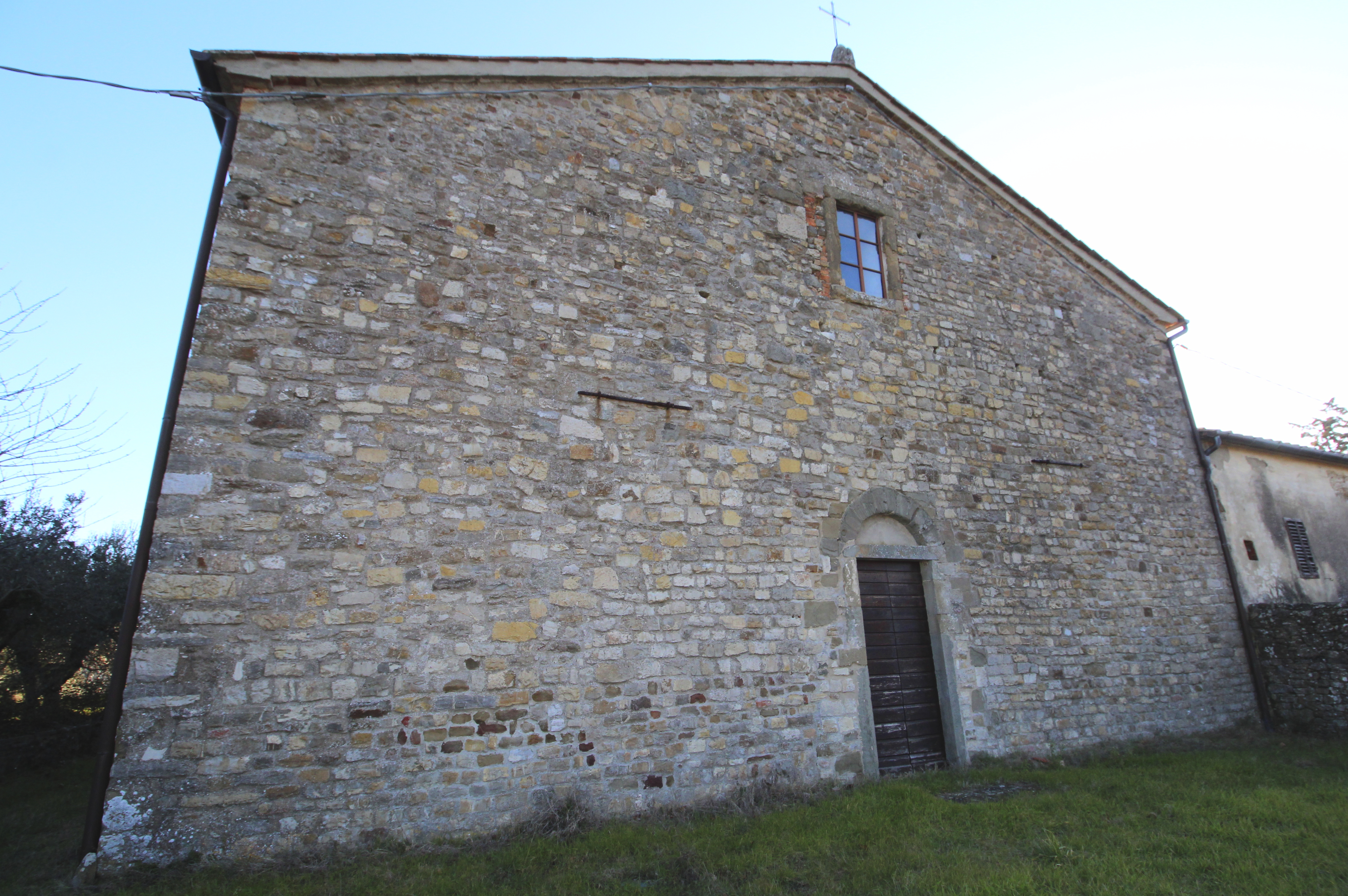
Die Pieve Santa Maria Assunta in Altaserra
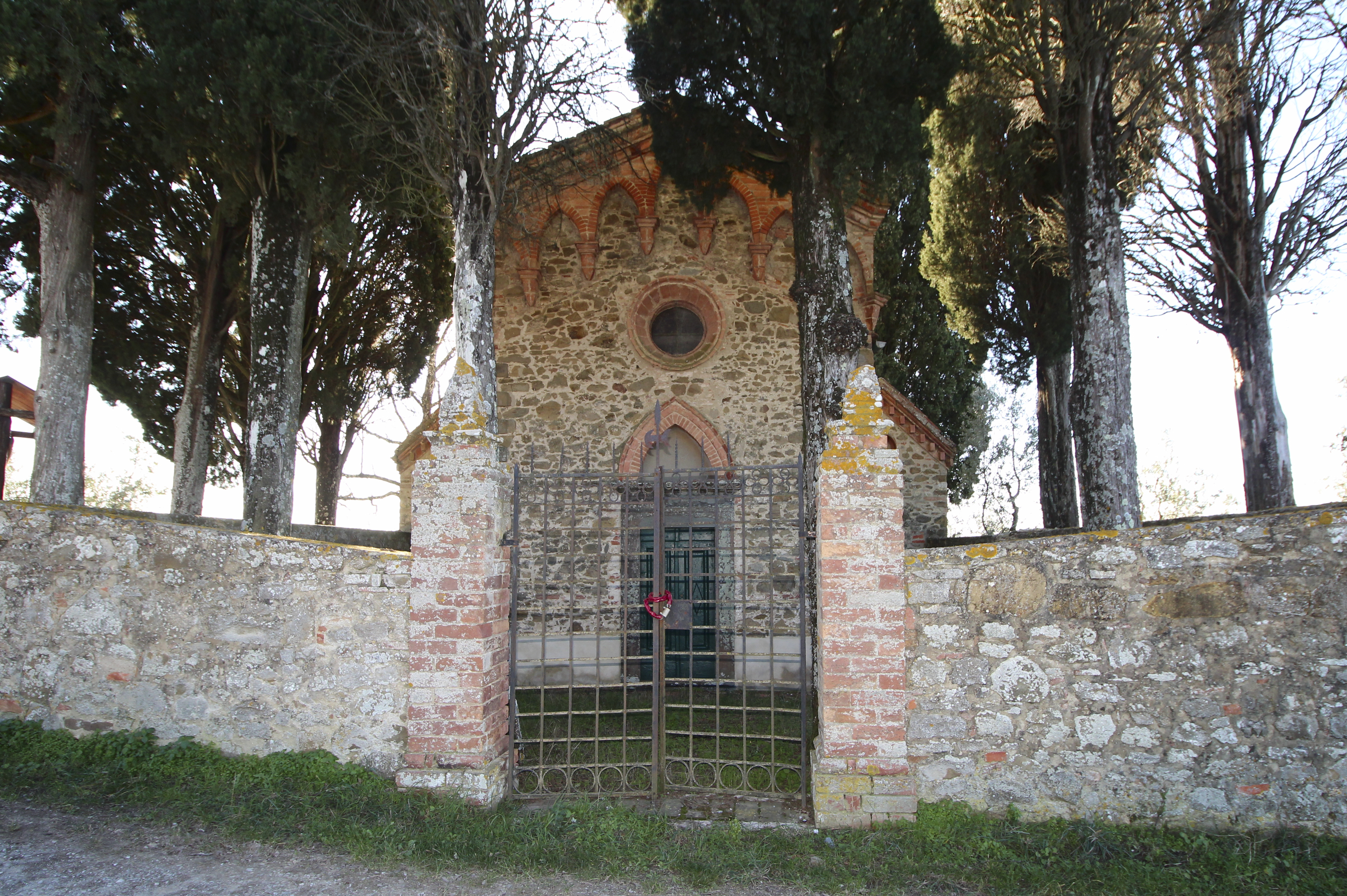
Die Kapelle San Francesco